# Settimio Felton
Settimio Felton (Septimius Felton), conosciuto anche col titolo di L'elisir di lunga vita, è un romanzo incompiuto di Nathaniel Hawthorne scritto dopo il suo ritorno negli Stati Uniti nel 1859 e pubblicato postumo nel 1872 sulla rivista The Atlantic Monthly.

## Trama
La vicenda è ambientata a Concord, nel Massachusetts, alla vigilia della Guerra d'indipendenza americana. Il giovane Settimio Felton è prossimo a divenire un ministro del culto nonostante i numerosi dubbi e le inquietudini lo rendano un uomo schivo e solitario. Egli è ossessionato dall'idea che la vita umana sia troppo breve e sente il dovere di scoprire il segreto che gli permetterà di prolungarla all'infinito. Nelle sue vene scorre sangue indiano, uno dei suoi avi aveva fama di praticare la magia nera, la zia Keziah, con la quale Settimio vive, è da molti sospettata d'essere una strega; lo stesso Settimio sente il richiamo irresistibile dell'occulto, misto però a una fiducia quasi morbosa nella sperimentazione scientifica. La sua prima ed unica prova nella guerra contro gli inglesi gli aprirà la strada, invero assai tortuosa e piena di insidie, verso la scoperta del miracoloso elisir di lunga vita.

## Analisi filologica
Il romanzo ci è giunto in una stesura che comprende le tre suddivisioni essenziali (inizio, svolgimento e conclusione) ma dalle annotazioni inserite dall'autore e successivamente dai curatori appare con evidenza che molte parti erano destinate ad essere ampliate e approfondite. Hawthorne, inoltre, aveva pensato a una revisione complessiva di quelle parti che riguardano le relazioni tra i diversi personaggi del romanzo. Questo lo si deduce chiaramente dal fatto che una delle figure principali della storia, Rose Garfield, diviene, da fidanzata di Settimio, sorella dello stesso nella seconda parte della narrazione.
Il libro è stato associato a quella categoria denominata "romanzi dell'ignoto" che mirano a suggerire possibilità e domande e vedere l'umanità sotto una nuova luce.

## Edizioni italiane
- Settimio Felton ovvero l'elisir di lunga vita, a cura di Elémire Zolla, Neri Pozza, Vicenza, 1966
- Settimio Felton ovvero l'Elisir di lunga vita, introduzione di Carlo Pagetti, prefazione e traduzione di Elémire Zolla, Garzanti, Milano, 1999 ISBN 8811588162